# قلعه کژدمی
قلعه کژدمی، روستای فارم یا قلعه کژدم، روستایی از توابع بخش مرکزی شهرستان ایذه در استان خوزستان، ایران است. این روستا در فاصله ۱۰ کیلومتری از شمال شهر ایذه مستقر می‌باشد. شمال و غرب قلعه‌کژدمی را کوه احاطه کرده‌است، که بخش شمالی کوه درختان بلوط انجیر و کلخنگ را دربردارد. این روستا از شرق به روستای پرچستان، از غرب به روستای خنگ اژدر و از جنوب به تالاب فارم منتهی می‌شود. دلیل نامگذاری قلعه‌کژدمی؛ شکل کژدم (عقرب) مانند قلعه (کوه) می‌باشد.

## جمعیت
این روستا در دهستان حومه‌شرقی قرار دارد و براساس سرشماری مرکز آمار ایران در سال ۱۳۸۵، جمعیت آن ۲۷۶ نفر (۴۶ خانوار) بوده‌است.